# سییا سوگیشیتا
سییا سوگیشیتا (انگلیسی: Seiya Sugishita؛ زادهٔ ۱۵ آوریل ۱۹۸۸) بازیکن فوتبال اهل ژاپن است.